# Station Melun
Station Melunis een spoorwegstation aan de spoorlijn Paris-Lyon - Marseille-Saint-Charles. Het ligt in de Franse gemeente Melun in het departement Seine-et-Marne (Île-de-France).

## Geschiedenis
Het station is op 3 januari 1849 geopend aan de spoorlijn Paris-Lyon - Marseille-Saint-Charles. Sinds 1897 ligt het station ook aan de spoorlijn Corbeil-Essonnes - Montereau.
Sinds 24 september 1995 is het station een van de zuidelijke eindpunten van de RER D

## Ligging
Het station ligt op kilometerpunt 44,076 van de spoorlijn Paris-Lyon - Marseille-Saint-Charles, en kilometerpunt 56,907 van de spoorlijn Corbeil-Essonnes - Montereau.

## Diensten
Het station is een belangrijk spoorwegknooppunt, en wordt aangedaan door veel verschillende treinen:
- TGV Melun - Marseille Saint-Charles (in weekenden en vakanties)
- TER Bourgogne Paris Gare de Lyon - Laroche - Migennes
- RER D
  - Tussen Creil/Orry-la-Ville - Coye en Melun via Combs-la-Ville
  - Tussen Paris Gare de Lyon en Melun via Combs-la-Ville
  - Tussen Villiers-le-Bel - Gonesse/Juvisy en Melun via Évry - Courcouronnes
- Transilien R
  - Paris Gare de Lyon - Montereau via Moret
  - Paris Gare de Lyon - Montargis
  - Melun - Montereau via Héricy

Tijdens de ochtendspits rijden twee treinen van de RER ritten van Laroche - Migennes naar Paris Gare de Lyon als gevolg van capaciteitsgebrek.

## Vorige en volgende stations
| Richting                                              | Vorig station      | Lijn    | Volgend station      | Richting               |
| ----------------------------------------------------- | ------------------ | ------- | -------------------- | ---------------------- |
| Creil D3 Orry-la-Ville - Coye D1 (via Combs-la-Ville) | Le Mée             | RER D   | Eindpunt             | Eindpunt D2            |
| Paris Gare de Lyon (via Combs-la-Ville)               | Le Mée             | RER D   | Eindpunt             | Eindpunt D2            |
| Juvisy (via Évry - Courcouronnes)                     | Vosves             | RER D   | Eindpunt             | Eindpunt D2            |
| Paris Gare de Lyon                                    | Paris Gare de Lyon | Trans R | Bois-le-Roi          | Montereau (via Moret)  |
| Paris Gare de Lyon                                    | Paris Gare de Lyon | Trans R | Fontainebleau - Avon | Montargis              |
| Eindpunt                                              | Eindpunt           | Trans R | Livry-sur-Seine      | Montereau (via Héricy) |